# Jeziorki (Augustów)
Pour les articles homonymes, voir Jeziorki.
Jeziorki est un village de Pologne, situé dans la gmina d'Augustów, dans le Powiat d'Augustów,, dans la voïvodie de Podlachie.
Il se trouve sur la route nationale n° 16.
Le nom du village vient d'un petit lac Jezierski, qui est probablement un étang post-glaciaire.
Entre 1975 et 1998, le village appartenait administrativement à la province de Suwałki.
Selon le Dictionnaire géographique du Royaume de Pologne, en 1827 il y avait 37 maisons habitées par 223 personnes à Jeziorki. Cette année-là, Jeziorki faisait partie de la municipalité et de la paroisse de Bargłów.

## Source
- (en) Cet article est partiellement ou en totalité issu de l’article de Wikipédia en anglais intitulé « Jeziorki, Augustów County » (voir la liste des auteurs).